# Вірменська кухня
Вірменська кухня (вірм. Հայկական խոհանոց) — одна з найдавніших кухонь в Азії і найстародавніша в Закавказзі. Це підтверджують вчені, археологічні розкопки яких говорять про те, що вірменській кулінарії понад дві тисячі років — і вона зуміла зберегтися до наших часів. При цьому треба врахувати, що вірменський народ до кінця XX ст. перебував у вкрай несприятливих умовах, був позбавлений своєї державності, єдності території. Річ у тім, що, сформована в VI ст. до н. е., Вірменська держава вже у II ст. до н. е. розділилася на західну і східну частини й стала залежною спочатку від римлян, персів, візантійців, арабів, а з VII ст. н. е. кілька сторіч зазнавала чужоземних завоювань, у тому числі з боку арабів, монголів, турків та іранців. З XVII до початку XIX сторіччя Вірменія була поділена між Туреччиною та Іраном. У цей період господарство Вірменії занепало, але духовна й матеріальна культура не змінилася. Не загинула й вірменська кухня. Навпаки, вірмени зробили свій внесок у кухню турків-сельджуків, тож багато питомо вірменських страв стали пізніше відомі в Європі через турків як нібито страви турецької кухні (наприклад, долма). Більш того, не тільки на території власне Вірменії, але й у численних колоніях, створених в Азії та Європі вірменами, які туди переселилися, тобто далеко на чужині, вірменська кухня, як і інші національні особливості вірменського народу, зберегла свої типові риси.
Традиційність вірменської кулінарії виявляється дуже різноманітно — у використанні стародавньої кулінарної техніки, у технології приготування страв, у складі харчової сировини, у збереженні смакової гами і в характері улюблених страв.

## М'ясо і риба

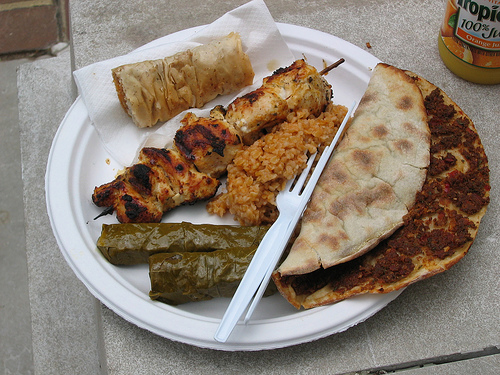
Вірменська домашня іжа: курячий кебаб, ламаджо (паляниця з м'ясом), долма, рис та баклава

Здавна розвинуте скотарство на вірменських нагір'ях поступово привело до розмаїття культивованих видів свійської худоби й птахів. Вірмени розводили і розводять корів, овець, свиней, індичок, курей, гусей та качок, використовують також дичину. У вірменській кухні можна побачити надзвичайно маловживане в інших кухнях поєднання різних видів м'яса в одній страві. Приміром, одна з найдавніших страв — арганак — поєднує куряче та оленяче м'ясо, що варять у курячому бульйоні. Звичайно ж, жоден святковий стіл не обходитися без долми — м'ясного фаршу з рисом і пряною зеленню, загорнутих у виноградне листя.
У вірменській кухні широко використовується риба — пструг (форель), чиє м'ясо відрізняється ніжним смаком. Як правило, технологія вірменських рибних страв — це припускання, при якому максимально зберігається ніжна консистенція риби.

## Молочні продукти
Скотарство стало так само джерелом різноманітних молочних виробів — в основному глечикових та бурдючних ропних сирів, а також кисломолочних продуктів, що є похідними мацуна. Його готують з коров'ячого, овечого молока чи молока буйволиці. Домашні сири, оригінальні страви із сироватки і сколотин та їхньої подальшої переробки, займають значне місце в раціоні вірменів. Із сироватки з мацуна чи зі сколотин роблять сир жажік, а так само сухі сколотини — чортан — для тривалого зберігання.

## Борошняні вироби

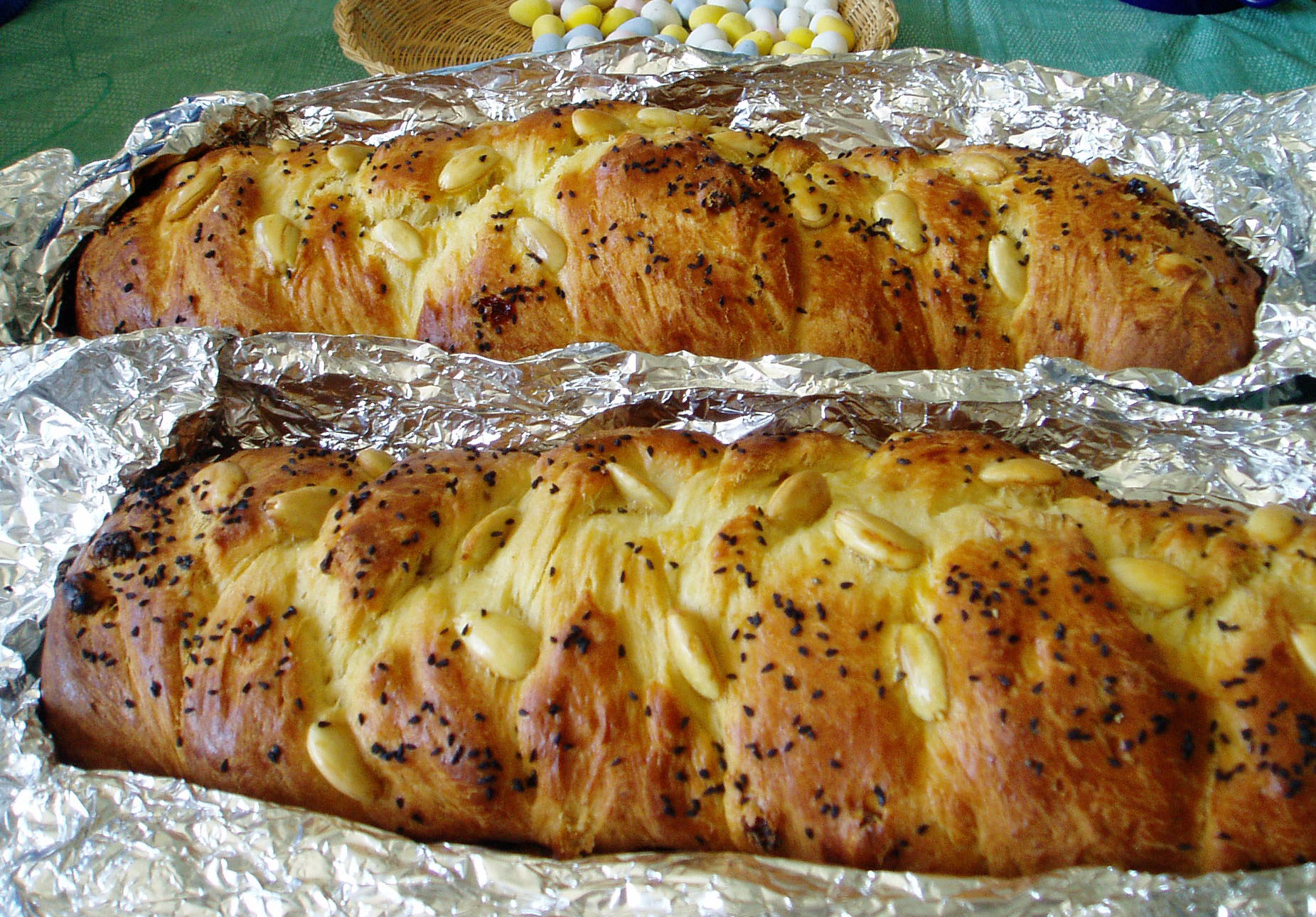
Чорег — вірменський великодній солодкий хліб

Раннє виникнення землеробства в долинах Вірменії послужило приводом для використання безлічі зернових і бобових культур у вірменській кулінарії. Причому використовуються вони не окремо одне від одного, а в поєднанні. Так, суп зернушка складається з декількох видів бобів і круп. Є також каші, їх варять з попередньо обробленої пшеничної крупи — дзавар, або коркот. Зі стародавніх національних страв, що готуються із пшеничного борошна без вироблення тіста, треба відзначити хашіл і асуда, що нагадують борошняні киселі на сколотинах чи виноградному соку.
Хліб — лаваш — у виді довгої і тонкої смуги випеченого тіста, що легко згортається, довжиною коло одного метра. Дотепер лаваш випікають у давніх тонірах — глиняних пічах циліндричної форми, що закопують у землю. Розпалюють їх хмизом чи кізяком. У багатьох районах Вірменії зберігся інший звичай: восени випікати лаваш про запас на 3-4 місяці. Лаваш висушують, складають у стоси, вкривають і зберігають. У міру потреби сухий лаваш зволожують водою, залишають на півгодини, покривши тканиною — і він знову стає м'яким.

## Овочі й фрукти
Чималу роль у харчуванні вірменів відіграють овочі й фрукти. Як і всюди в Закавказзі, їх вживають сирими, сушеними, квашеними та маринованими; крім цього, вони слугують обов'язковими компонентами в приготуванні супів та других страв. При цьому не тільки овочі, але й фрукти (айва, алича, лимон, гранат, родзинки, курага) широко використовуються в процесі приготування м'яса і риби, що додає їм (особливо рибним стравам) своєрідного смаку. У м'ясні вірменські супи разом з картоплею і цибулею часто додають яблука, айву, курагу, волоські горіхи; у рибні — кизил; у грибні — аличу, чорнослив, родзинки. Винятково овочеві страви у Вірменії готують рідше. У цьому випадку їхню основу складають баклажани, гарбуз чи бобові (горох, сочевиця, квасоля), до яких додають інші овочеві і фруктові компоненти, прянощі, молоко чи олію. Овочевий набір вірменської кухні звичайний для Закавказзя. Мабуть, уживаніша у Вірменії, ніж у сусідніх країнах, лише бамія. Овочевий раціон доповнюється ще й травами (їх використовується близько трьохсот) і прянощами, з яких улюбленими є чорний перець, кінза, м'ята, естрагон, васильок, чебрець і, звичайно ж, часник та цибуля, а для кондитерських виробів — кориця, кардамон, гвоздика, почасти шафран та ваніль.

## Типові страви
- Хоровац (шашлик) — король будь-якого вірменського застілля, традиційних способів готування якого ви можете нарахувати понад два десятки.
- Кюфта — ніжні кульки з битого парного м'яса.
- Толма (долма) — малесенькі голубці, начинені м'ясним фаршем, рисом і пряною зеленню, у молодому виноградному листі, з обов'язковим додаванням яблук, айви, баклажанів та перцю.
- Пахлава (баклава) — смачна медова випічка з горіховою начинкою.
- Алани — висушені персики, начинені замість кісточок горіховою крихтою із цукровим піском.
- Суджух — солодкі сухі ковбаски, готуються за традиційними рецептами, підтримують мандрівників у подорожах.
- Дошаб — ароматний сироп з виноградного соку темно-вишневого кольору, що має також лікувальні властивості. З дошаба варять густий борошняний кисіль, в який вмочують ланцюжки нанизаних на нитку часточок волоського горіха, й висушують.
- Бртуч — тонколистовий лаваш із загорнутої в нього начинкою.